# 小阿尔伯特·哈蒙德
小阿尔伯特·哈蒙德（1980年4月9日—）是一位美国音乐人，鼓擊樂團的吉他手。父亲是音乐家阿尔伯特·哈蒙德。小阿尔伯特·哈蒙德于2006年发行了他的首张个人专辑Yours to Keep。